# Cis dunedinensis
Cis dunedinensis là một loài bọ cánh cứng trong họ Ciidae. Loài này được Leng miêu tả khoa học năm 1918.